# Лютек, Ян
Ян V Лютек из Бжезе (около 1405 — 24 мая 1471) — польский церковный и государственный деятель, епископ куявско-поморский (1463—1464) и краковский (1464—1471), подканцлер коронный (1460—1471).

## Биография
Представитель польского шляхетского рода Лютек герба «Долива».
Учился в Кракове. В 1429—1430 годах был секретарем великого князя литовского Витовта в Вильно, затем секретарем польского короля Владислава Ягелло. Остановил Витовта от принятия королевской короны из рук германского императора Сигизмунда Люксембургского. Был каноником краковского, познанского, плоцкого и гнезненского капитула.
Принимал участие во многих дипломатических миссиях, в частности, участвовал в 1433 году в Базельском соборе. В 1451 году в Риме получил степень доктора права. Тогда стал близким соратником папы римского Николая V, стал его аудитором и капелланом. В 1454 году присутствовал на рейхстаге Священной Римской империи в Регенсбурге, где защищал достоинство короля польского, не садясь на отведенное ему место, считая его недостойным. При папе римском Николае V отстаивал интересы Польши, в частности, права на Пруссию в противостоянии с Тевтонским орденом. Решительный противник концилиаризма, выступал против антипапы Феликса V.
В 1453 году после смерти гнезненского архиепископа Владислава Опоровского Ян Лютек стал администратором Гнезненского архиепископства. В 1457 году под давлением польского короля Казимира Ягеллончика группа вармийских каноников избрала Яна Лютека епископом вармийским и преемником умершего епископа Франтишека Кушмальца. Однако папа римский не утвердил Яна Лютека в сане епископа вармийского. Новым вармийским епископом был избран итальянец Энеа Сильвио Бартоломео Пикколомини. Орденский претендент Арнольд Венраде также не был избран.
6 июня 1463 года Ян Лютек был утвержден в качестве епископа куявско-поморского, вступил в сан 7 ноября 1463 года. Уже 19 ноября 1464 года он был переведен на краковское епископство. Ингресс в этой епархии состоялся 26 мая 1465 года.
Во время Тринадцатилетней войны между Польшей и Тевтонским орденом Ян Лютек принимал участие в военных действиях. В 1460 году в Бытоме от имени польского короля Казимира Ягеллончика заключил союз с королём Чехии Йиржи из Подебрад. В 1469 году в Пётркуве принимал оммаж польской короне от великого магистра Тевтонского ордена Генриха фон Плауэна.